# Saxsten
Saxsten  är ett gränsmärke i ett färskvattendrag som anger gränsen för fiskevatten eller för landstycken, byar och större geografiska enheter. 

## Allemansrättenoch privat ägande
I allmänhet innehades fiskerätten i det svenska riket av strandägarna. I viss mån hade denna rätt under medeltiden undanträngts på sådana ställen där vandringsfisk fångades. Där behövdes fasta fiskebyggnader som ägdes och upprätthölls av flera ägare, gårdsgrupper eller av kyrkan. Andelarna i dem kunde vid behov övergå till någon annan.

## Kumo älv och dess närområde
Saxstenarna i Kumo älv och området norr därom har länge tolkats enligt den finska benämningen saksankivi, i modern finska tysksten. Man har tänkt sig att de tyska köpmännen som rörde sig där i äldre tid förevisade sina varor på dessa stenar och så har namnet uppkommit.
En mer trovärdig tolkning av uttrycket baserar sig på det fornsvenska ordet sax som bland annat betydde sten.. Uppkomsten av fenomenet kan visas återgå på en nyreglering av fisket i Kumo älv som skedde i mitten av 1300-talet. Genom denna upphävdes traditionella sedvanerätter och gällde endast det då bebodda kustområdet i Satakunta. Regleringen väckte länge misshag bland traktens bönder.
Då kung Magnus Eriksson år 1347 besökte Åbo klagade biskop Hemming av Åbo över att bönderna vid Kumo älv hade hindrat honom från att bygga en fångstfälla i Lammais fors där sikarna var lätta att fånga. Kungens beslut blev enligt landskapslagarna att varje strandägare skulle få fiska enligt hur denne ägde strand, dock så att biskopen och skeppsleden inte trängs och fisken hindras. En särskild nämnd skulle bestämma hur bred den allmänna leden skulle vara så att ingen hindras. Lagman Björn dömde en månad senare, med hänvisning till kungens dom och 12 synemäns vittnesbörd, att ingen fick uppföra fiskebyggnader så att båtleden hindras. I början av år 1348 bestämdes i en kungsdom att byborna skulle bygga upp biskopens damm i Lammais fors som de hade rivit. En tolvmannanämnd skulle också se över fiskevattnen i åarna norr om Kumo älv enligt samma regler. På Kumo ting 1584 framgick att den allmänna skeppsleden skulle vara 12 alnar bred och båtleden 6 alnar bred så som det hade varit av ålder. I de svenska landskapslagarna bestämdes att skeppsleden skulle ha en bredd på 10 alnar medan båtleden skulle ha en bredd om 5 alnar. Av allt att döma har tolvmannanämnden av år 1347 bestämt att leden skulle vara något bredare.
Inga andra beslut som gäller fisket i Kumo älv har bevarats från tiden före 1600 utan man hänvisar vid varje tvist till vad som bestämdes 1347. Det är uppenbart eller åtminstone möjligt att man vid samma syn valde ut några stora stenar och att de har getts det för trakten främmande namnet sax. Gemensamt för de kända saxstenarna är att de alla har stått i åar och representerar gamla gränser.

## Kända saxstenar i Nedre Satakunta
- Saxstenen nedanför prästgården i Ulvsby är sprängd.61°29′35″N 21°49′42″Ö / 61.49306°N 21.82833°Ö Av allt att döma har den varit en nedre gränssten för det fiske som prästgården år 1412 hade rätt till vid Kumo älvs mynning.[3]
- Saxstenen vid Ruskila fors i Nakkila är halverad. På den har funnits en ringformad fördjupning. 61°23′43″N 21°57′53″Ö / 61.39528°N 21.96472°Ö Gränsen mellan Anola och Haistila byar gick tidigare över Kirkholm, där kyrkan hade fiskerätten.[4]
- Tulkkila saxsten vid bron i Kumo har delvis bevarats i det lokala museet. Den bär märken som visar att den har varit en gränssten.61°15′25″N 22°22′5″Ö / 61.25694°N 22.36806°Ö. Stenen var en gräns mellan Tulkkila och Krootila byar. [5]
- Saxstenen i Pahdinki fors i Kumo är sedan länge bortröjd ur vägen för ett kraftverk. 61°16′48″N 22°21′14″Ö / 61.28000°N 22.35389°Ö Där gick en gräns mellan Hassala och Kakkulainen byar.
- Saxstenen, (finska: Saksanlaaka) invid Lankoski by i Sastmola å var en och en halv meter hög och 4 x 3 meter vid och finns inte längre kvar. Innan kraftverket i ån byggdes fångade man lax i stenens närhet. 61°48′57″N 21°40′44″Ö / 61.81583°N 21.67889°Ö Den tycks år 1473 ha varit en gräns för utmarksfiske från byarna Finnby i Norrmark och Övre Sastmola.[6] Stenen utsågs 1535 till gränssten mellan Övre och Nedre Satakunta.